# 三好雄己
三好 雄己（みよし ゆうき、1970年12月6日 - ）は、日本の漫画家。兵庫県出身 大阪芸術大学 芸術計画。血液型はA型。
1988年、『もう一度SOUND』がまんがカレッジに入選し、同作品でデビュー。中平正彦のアシスタント経験を持つ。

## 作品
- サムライスピリッツ 魔界武芸帖（脚本：七月鏡一、週刊少年サンデー増刊号1994年7月号 - 1994年12月号、全1巻）
- 秘拳伝キラ（原作：碧星タケル、週刊少年サンデー超1995年8月号 - 1996年3月号→週刊少年サンデー1996年20号 - 1997年5・6号、全6巻）
- デビデビ DEVIL&DEVIL 魔と天はパートナー!?（週刊少年サンデー1997年41号 - 2000年40号、全15巻）
- ブリット（週刊少年サンデー2001年1号 - 2001年19号、全2巻）

## 師匠
- 中平正彦

## アシスタント
- 吉田正紀[2]（『デビデビ』連載時点）